# Aequorea phillipensis
Aequorea phillipensis är en nässeldjursart som beskrevs av Watson 1998. Aequorea phillipensis ingår i släktet Aequorea och familjen Aequoreidae. Inga underarter finns listade i Catalogue of Life.